# 关于国家对国家财产、档案和债务的继承的维也纳公约
《关于国家对国家财产、档案和债务的继承的维也纳公约》是旨在制定国家继承财产、档案与债务规则的国际条约，于1983年开放签署。通过该公约的背景之一是为了应对“非殖民化进程为国际社会带来的深刻变化”。公约当前有7个缔约方与7个签署方，因而尚未生效。该条约因过度依赖衡平法的原则而备受争议，南斯拉夫和平会议仲裁委员会称该《公约》体现了南斯拉夫继承争端的国际法原则，然而随后的谈判中《公约》发挥的作用很小。不过在天鵝絨分離中，捷克斯洛伐克的继承国赞成按各自人口的大致比例（2:1）解决继承问题，体现了衡平法的原则。

成员国

## 缔约方
7个缔约国家批准或加入了公约：克罗地亚、爱沙尼亚、格鲁吉亚、利比里亚、北马其顿、斯洛文尼亚、乌克兰；另外7国签署了公约：阿尔及利亚、阿根廷、埃及、黑山、尼日尔、秘鲁、塞尔维亚。

## 另请参阅
- 关于国家在条约方面的继承的维也纳公约